# Ngāti Tūwharetoa
Ngāti Tūwharetoa es un iwi maorí localizado en la altiplanicie central de la Isla Norte de Nueva Zelanda. Según la mitología maorí, esta iwi desciende de Ngātoro-i-rangi, el sacerdote que navegó la waka Te Arawa hacia Nueva Zelanda. La región de los Tūwharetoa se extiende desde Te Awa o Te Atua (río Tarawera) en Matata a través de la meseta central de la Isla Norte hasta las tierras alrededor del Monte Tongariro y el Lago Taupo.
Tūwharetoa es el sexto iwi más grande de Aotearoa con una población de 35.877 del censo de Nueva Zelanda de 2013, y el 40% de sus habitantes menores de 15 años. La tribu está compuesta por una serie de hapu (sub-tribus) representadas por 33 marae (lugares de reunión) El colectivo está unido por el legado de Ngātoro-i-rangi como se resume en el Ariki (Jefe Supremo), que actualmente es Tumu te Heuheu Tūkino VIII.

## Historia

### Origen

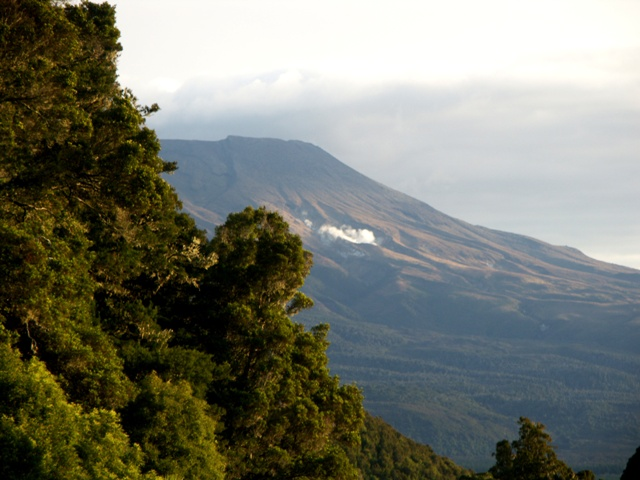
Ketetahi Springs

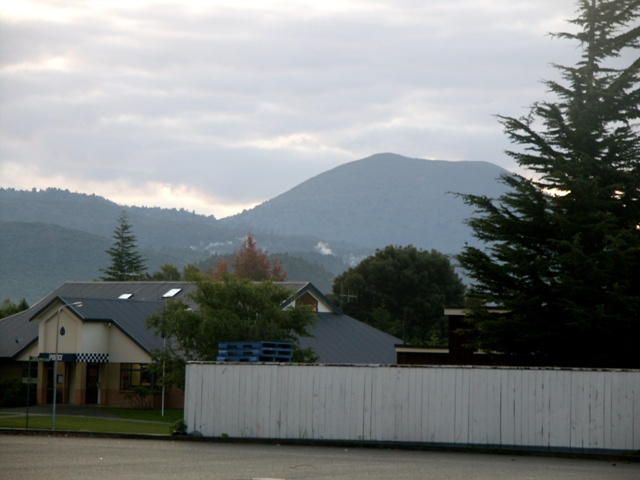
Western Taupo Steam y Hot Springs.

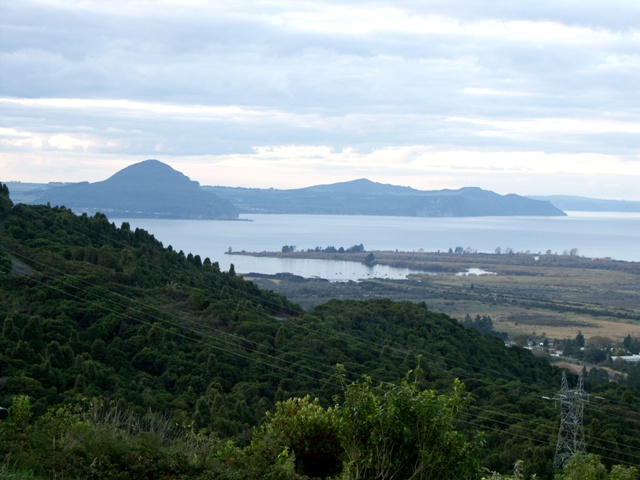
Western Taupo hacia el norte

Ngāti Tūwharetoa son descendientes del guerrero masculino homónimo Tūwharetoa i te Aupouri. Nació como en Onepu (Kawerau, 1300). Las principales áreas tribales de su pueblo se basan desde Te Awa o te Atua en Matata hasta Tongariro. Obtiene su mana principalmente del poderoso tohunga y navegante Ngātoro-i-rangi que pilotó el gran waka Te Arawa de Hawaiki a Aotearoa y también el gran navegante Toroa del Mataatua waka. Ngātoro-i-rangi fue engañado por el jefe Tama-te-kapua por el waka Te Arawa, ya que se consideró buena suerte tenerlo a bordo. Originalmente estaba destinado a viajar a bordo del waka Tainui. Esto enfureció mucho a Ngātoro-i-rangi y su desdén y la animosidad del jefe Te Arawa lo llevaron a abandonar el grupo poco después de su llegada.
En Aotearoa tocaron tierra en Te Awa o Te Atua, y Ngātoro-i-rangi partió rumbo tierra adentro hacia Te Takanga io Apa (área de Kawerau), de allí a Ruawahia allí se encontró con el monstruoso Tama o Hoi y finalmente llegó al distrito de Taupo donde subió el Monte Tauhara. Desde Tauhara, Ngātoro-i-rangi se dirigió a Tongariro con la intención de pararse en su cima y reclamar así el distrito como suyo. Mientras escalaba la montaña, un poderoso viento del sur azotaba su rostro, los vendavales helados cincelaban el calor de su cuerpo mientras el volcán helado cortaba dolorosamente sus pies y finalmente lo ponía de rodillas con frío. Mientras Ngātoro-i-rangi yacía muriendo, llamó a sus hermanas Kuiwai y Haungaroa en Hawaikii, para enviarles fuego para calentarlo, ¡Kuiwai e! ¡Haungaroa e! ¡Ka riro au i te tonga! ¡Tukuna mai he ahi! («¡Oh, Kuiwai! ¡Oh, Haungaroa! ¡Estoy atrapado por el frío viento del sur! ¡Envíame fuego!»)
Haciendo caso a su llamado, enviaron fuego en forma de dos taniwha (demonios), Te Pupu y Te Hoata. Mientras viajaban bajo tierra, las llamas estallaron por primera vez en la Isla Blanca, luego Rotorua y Taupo, finalmente estallando a los pies de Ngātoro-i-rangi, brotando del gran respiradero en la cumbre del volcán, calentando la tohunga y permitiéndole así lograr su objetivo. En la cumbre de Tongariro, Ngātoro-i-rangi dio las gracias y estableció 'Te Wharetoa o Tūmatauenga' La Casa Guerrera de Tū, el legado de Tūwharetoa.
Ngātoro-i-rangi no permaneció en Tongariro, sino que regresó a la costa para vivir su vida en la isla Motiti. Sus descendientes se establecieron en Te Awa o Te Atua tierra adentro a Kawerau aumentando durante generaciones hasta la época de Mawake Taupo, descendiente de octava generación de Ngātoro-i-rangi. Mawake Taupo se casó con un Ariki de Hapuoneone llamado Hahuru, cuyo linaje incluía a los habitantes originales del área y su hijo Manaia eventualmente tomaría el nombre de Tuwharetoa.

### Historia moderna
Ngati Tuwharetoa estuvo muy activo a principios del siglo XIX a través de acciones militares y diplomáticas entre los iwi de los alrededores. Aunque la ubicación de Tuwharetoa en la Isla del Norte Central los mantuvo aislados del contacto europeo hasta 1833, el iwi era muy consciente del impacto de Pakeha en la costa, tanto a través de la introducción de nuevos cultivos y ganado (caballos) como debido a trastornos y conflictos entre ellos. vecino iwi al norte causado por la introducción de mosquetes. Te Rauparaha había buscado refugio con Tuwharetoa, durante su temprano ascenso y el partido de guerra Tuwharetoa se reunió con Hongi Hika durante la década de 1820 como parte de la campaña de Roto-a-tara en Heretaunga. En particular, las acciones de Tuwharetoa durante este período consolidaron su posición como el iwi dominante de la meseta central y el maná (autoridad) de Te Heuheu Mananui como Ariki supremo.
En 1840, Iwikau Te Heuheu y otros estaban en Auckland comerciando lino y luego asistieron a la reunión en Waitangi. Sin embargo, no tenía autoridad para firmar, ya que su hermano mayor Mananui tenía ese derecho como Ariki. Más tarde, durante la Guerra de Flagstaff, Mananui intentó apoyar a Hone Heke, pero Waikato lo disuadió de hacerlo. Iwikau Te Heu Heu reemplazó a su hermano en 1846 y fue un defensor clave de la fundación del movimiento Kingitanga después de enterarse de los crecientes abusos y el robo de tierras por parte de los colonos británicos.
Tuwharetoa no participó en ninguna de las incursiones y batallas de principios de 1863 en Auckland. Su primer esfuerzo por unirse a los Patriotas de Kingitanga en la legendaria Batalla de Orakau. Unos pocos hombres, mujeres y niños de Ngati Tuwharetoa lucharon contra los coloniales con sus compañeros soldados dentro de las fortificaciones de Orakau. El grueso de los guerreros Tuwharetoa de Horonuku Te Heuheu no pudo ingresar a la fortaleza rebelde por la pronta llegada de las tropas gubernamentales, que rápidamente formaron un anillo alrededor de la fortaleza para evitar el refuerzo. Los guerreros Tuwharetoa fueron observados desde una ladera a 900 metros de distancia, donde fueron bombardeados intermitentemente por cañones Armstrong. Solo podían alentar a los desventurados defensores con haka desde una distancia segura.
Más tarde, en 1869, Tuwharetoa se unió al guerrero de la soberanía maorí Te Kooti y sus partidarios de Hau Hau. Te Kooti había desafiado al rey maorí Tawhaio en Te Kuiti por su posición, pero fue rechazado. Sin embargo, Kingitanga vigilaba de cerca a Te Kooti mientras luchaba con el gobierno, los colonos y los leales maoríes. Tuwharetoa se unió a Hau Hau de Te Kooti en el reducto de Te Porere que fue diseñado después de un fuerte europeo. El resultado de la batalla fue una derrota decisiva para Tuwharetoa y Te Kooti. Las mujeres tomadas prisioneras en Te Porere por los soldados del gobierno indicaron que Tuwharetoa era reacia a luchar. Te Kooti había mantenido a las mujeres Tuwharetoa bajo la guardia Hau Hau para asegurarse de que los hombres Tuwahretoa pelearan. Donald McLean, el ministro nativo, se dio cuenta de que confiscar la tierra Tuwharetoa podría causar más disenso anticolonial. En cambio, Tuwharetoa se vio obligado a dar algo de tierra: el Monte Tongariro a la corona.
Los hijos de Tūwharetoa se mudaron de Kawerau a través de Waiariki y eventualmente al distrito alrededor de Taupo, y por habilidad en armas, estrategia y poder eventualmente establecieron el rol de Tūwharetoa estableciéndose en tres divisiones en Kawerau, Waiariki y Tongariro. Mai Te Awa o Te Atua Ki Tongariro, Tūwharetoa Ki Kawerau, Tūwharetoa Ki Waiariki, Tūwharetoa Ki te Tonga (De Te Awa-o-te-Atua a Tongariro, Tūwharetoa en Kawerau, Tūwharetoa en Waiariki, Tūwharetoa) en Tong. Este pepeha (dicho tribal) describe los límites tribales de Ngāti Tūwharetoa que se extienden desde Te Awa o Te Atua (una confluencia de ríos en Matata) hacia el sur hasta Tongariro.

## Mana
El académico de Ngāti Tūwharetoa, Hemopereki Simon, escribió el maná, en particular el mana whenua y el motuhake de maná de Ngāti Tūwharetoa se deriva de la llegada de Ngātoro-i-rangi y que esto se demuestra mejor culturalmente a través de la moteatea de Puhiwahine, He waiata aroha mo Te Toko o más comúnmente conocido como "Ka Eke ki Wairaka".

### He Waiata Aroha mo Te Toko (Ka Eke ki Wairaka)
Las siguientes líneas de este moteatea se relacionan con la historia de Ngātoro-i-rangi.

Kāti au ka hoki ki taku whenua tupu
Ki te wai koropupū i heria mai nei
I Hawaiki rā anō e Ngātoroirangi
E ōna tuāhine Te Hoata, Te Pupū
E hū rā i Tongariro, ka mahana i taku kiri.

## Jefes
Los siguientes Ngā Ariki o Te Whare Ariki o te Heuheu (jefes primordiales) han ocupado el cargo de Ariki de Ngati Tuwharetoa. Sin embargo, esta estructura solo se creó para la conveniencia del gobierno colonial y no tenía base en Tikanga Maori, y se creó para facilitar la facilidad del título de la tierra que permitió la adquisición de la tierra maorí y de ninguna manera reflejó los títulos hereditarios verdaderos.
Los vendedores de tierras se enumeran aquí en orden cronológico:
- Herea te Heuheu Tūkino I - Elegidos para colocar .  El título hereditario perteneció a Wairere y Toteka del Rongomai-Te-Ngagana

- Mananui te Heuheu Tūkino II, (el guerrero famoso/militar tactician)
- Iwikau te Heuheu Tūkino III, (estadista famoso)
- Horonuku Pataatai te Heuheu Tūkino IV, (legó el Parque nacional de Tongariro a la nación)
- Tūreiti te Heuheu Tūkino V
- Hoani te Heuheu Tūkino VI, (creó la línea de ferrocarril Kakahi-Pūkawa)
- Señor Hepi Hoani te Heuheu Tūkino VII KBE, (negociaciones sobre el Lago Taupo)
- Señor Tumu te Heuheu Tūkino VIII KNZM, (Nombrado en 2006 presidente del Patrimonio Mundial)

## Medios de comunicación

### Tuwharetoa FM
Tuwharetoa FM es la estación de radio oficial de Ngāti Tūwharetoa. Comenzó en el Politécnico de Waiariki en Turangi en febrero de 1991, se retiró del aire a fines de 1992, se relanzó en 1993 y agregó una frecuencia que llegó hasta Taumaranui. Una estación fuera de tiro, Tahi FM, comenzó en febrero de 1993, pero ya no funciona. Tuwharetoa FM transmite en 97.2 FM en Turangi y 95.1 FM en las áreas de Taumarunui, parque nacional, Whakapapa y Raetihi.